# NdNo
NdNo é uma banda espanhola de rap metal formada em 1997 na cidade de Saragoça.

## Integrantes
- Fran de la Sierra - guitarra
- Hammer - baixo
- J.Wander - vocal
- Miguel Mercadal - bateria

## Discografia
- 2001: Se mueve
- 2003: Adam6
- 2005: Quatro